# 坂本好
坂本 好（さかもと よしみ、1920年5月11日 - 2011年6月6日）は、日本の実業家。元アルス製作所会長。元徳島商工会議所会頭。徳島県出身。

## 経歴
1991年より徳島商工会議所副会頭を務め、1997年から2001年まで会頭を務めた。また徳島大学工業会理事長 (1978年 - 1981年)、徳島クラブ講師などを歴任した。
1979年に紺綬褒章、2001年に勲五等双光旭日章を受章。
2011年6月6日、91歳で死去。

## 著書
- 『阿波の橋めぐり』 (1999年, アルス製作所創立50周年記念誌刊行会)